# 菅義偉内閣
菅義偉内閣（すがよしひでないかく）は、内閣官房長官、拉致問題担当大臣、衆議院議員及び自由民主党総裁の菅義偉が第99代内閣総理大臣に任命され、2020年（令和2年）9月16日から2021年（令和3年）10月4日まで続いた日本の内閣。
自由民主党と公明党を与党とする連立内閣（自公連立政権）である。
自由民主党総裁安倍晋三の辞意表明を受けて実施された総裁選挙において、菅が第26代総裁に選出された。これを受け、第4次安倍第2次改造内閣が総辞職したことにより、その後継内閣として成立した。
鈴木善幸内閣以来、戦後2度目となる東北出身者による内閣である。
第94代内閣総理大臣を務めた菅直人（こちらの名字は「かん」と読む）が組閣した内閣と区別するため、フルネームの菅義偉内閣と表記されることが多い。

## 内閣の顔ぶれ・人事
所属政党・出身:
  自由民主党（細田派）   自由民主党（岸田派）   自由民主党（旧竹下派）   自由民主党（麻生派）   自由民主党（二階派）
  自由民主党（石原派）   自由民主党（谷垣G）   自由民主党（石破派）   自由民主党（無派閥）   公明党 
  中央省庁・民間

### 国務大臣
2020年（令和2年）9月16日任命。
| 職名 | 氏名       | 氏名 | 出身等                           | 特命事項等 | 備考                   |
| --- | ---------- | ---- | -------------------------------- | --- | ---------------------- |
| 内閣総理大臣 | 菅義偉     |      | 衆議院 自由民主党 （菅グループ） | | 自由民主党総裁 横滑り  |
| 副総理 財務大臣 内閣府特命担当大臣 （金融）                                                                     | 麻生太郎   |      | 衆議院 自由民主党 （麻生派）     | デフレ脱却担当 内閣総理大臣臨時代理 就任順位第1位（副総理）                                                   | 再任                   |
| 総務大臣 | 武田良太   |      | 衆議院 自由民主党 （二階派）     | | 横滑り                 |
| 法務大臣 | 上川陽子   |      | 衆議院 自由民主党 （岸田派）     | | 再入閣                 |
| 外務大臣 | 茂木敏充   |      | 衆議院 自由民主党 （竹下派）     | 内閣総理大臣臨時代理 就任順位第3位                                                                            | 再任                   |
| 文部科学大臣 | 萩生田光一 |      | 衆議院 自由民主党 （細田派）     | 教育再生担当 国立国会図書館連絡調整委員会委員                                                                 | 再任                   |
| 厚生労働大臣 | 田村憲久   |      | 衆議院 自由民主党 （石破派）     | 働き方改革担当 内閣総理大臣臨時代理 就任順位第5位（2021年2月18日以降）                                        | 再入閣                 |
| 農林水産大臣 | 野上浩太郎 |      | 参議院 自由民主党 （細田派）     | | 初入閣                 |
| 経済産業大臣 内閣府特命担当大臣 （原子力損害賠償・ 廃炉等支援機構）                                             | 梶山弘志   |      | 衆議院 自由民主党 （無派閥）     | 産業競争力担当 ロシア経済分野協力担当 原子力経済被害担当                                                      | 再任                   |
| 国土交通大臣 | 赤羽一嘉   |      | 衆議院 公明党                    | 水循環政策担当                                                                                                | 再任                   |
| 環境大臣 内閣府特命担当大臣 （原子力防災）                                                                      | 小泉進次郎 |      | 衆議院 自由民主党 （無派閥）     | 気候変動担当 （2021年3月9日以降）                                                                             | 再任                   |
| 防衛大臣 | 岸信夫     |      | 衆議院 自由民主党 （細田派）     | | 初入閣                 |
| 内閣官房長官 | 加藤勝信   |      | 衆議院 自由民主党 （竹下派）     | 沖縄基地負担軽減担当 拉致問題担当 内閣総理大臣臨時代理 就任順位第2位                                          | 横滑り                 |
| 内閣府特命担当大臣 （マイナンバー制度）                                                                         | 平井卓也   |      | 衆議院 自由民主党 （岸田派）     | デジタル改革担当 情報通信技術（IT）政策担当                                                                   | 再入閣 2021年9月1日免  |
| デジタル大臣 内閣府特命担当大臣 （個人情報保護委員会）                                                          | 平井卓也   |      | 衆議院 自由民主党 （岸田派）     | 2021年9月1日任                                                                                                |                        |
| 復興大臣 | 平沢勝栄   |      | 衆議院 自由民主党 （二階派）     | 福島原発事故再生総括担当                                                                                      | 初入閣                 |
| 国家公安委員会委員長 内閣府特命担当大臣 （防災） （海洋政策）                                                   | 小此木八郎 |      | 衆議院 自由民主党 （無派閥）     | 国土強靭化担当 領土問題担当                                                                                   | 再入閣 2021年6月25日免 |
| 国家公安委員会委員長 内閣府特命担当大臣 （防災） （海洋政策）                                                   | 棚橋泰文   |      | 衆議院 自由民主党 （麻生派）     | 国土強靭化担当 領土問題担当                                                                                   | 再入閣 2021年6月25日任 |
| 内閣府特命担当大臣 （沖縄及び北方対策） （規制改革）                                                            | 河野太郎   |      | 衆議院 自由民主党 （麻生派）     | 行政改革担当 国家公務員制度担当 ワクチン接種推進担当 （2021年1月18日以降） 内閣総理大臣臨時代理 就任順位第4位 | 横滑り                 |
| 内閣府特命担当大臣 （少子化対策） （地方創生）                                                                  | 坂本哲志   |      | 衆議院 自由民主党 （石原派）     | 一億総活躍担当 まち・ひと・しごと創生担当 孤独・孤立対策担当 （2021年2月12日以降）                            | 初入閣                 |
| 内閣府特命担当大臣 （経済財政政策）                                                                             | 西村康稔   |      | 衆議院 自由民主党 （細田派）     | 経済再生担当 全世代型社会保障改革担当 新型コロナウイルス感染症対策担当                                        | 再任                   |
| 内閣府特命担当大臣 （男女共同参画）                                                                             | 橋本聖子   |      | 参議院 自由民主党 （細田派）     | 東京オリンピック・ パラリンピック競技大会担当 女性活躍担当 内閣総理大臣臨時代理 就任順位第5位                 | 再任 2021年2月18日免   |
| 内閣府特命担当大臣 （男女共同参画）                                                                             | 丸川珠代   |      | 参議院 自由民主党 （細田派）     | 東京オリンピック・ パラリンピック競技大会担当 女性活躍担当                                                    | 再入閣 2021年2月18日任 |
| 内閣府特命担当大臣 （消費者及び食品安全） （クールジャパン戦略） （知的財産戦略） （科学技術政策） （宇宙政策） | 井上信治   |      | 衆議院 自由民主党 （麻生派）     | 国際博覧会担当                                                                                                | 初入閣                 |

### 内閣官房副長官、内閣法制局長官
2020年（令和2年）9月16日任命。
| 職名           | 氏名     | 出身等                       | 備考 |
| -------------- | -------- | ---------------------------- | ---- |
| 内閣官房副長官 | 坂井学   | 衆議院／自由民主党（無派閥） |      |
| 内閣官房副長官 | 岡田直樹 | 参議院／自由民主党（細田派） | 再任 |
| 内閣官房副長官 | 杉田和博 | 事務担当（警察庁）           | 再任 |
| 内閣法制局長官 | 近藤正春 | 前内閣法制次長／経済産業省   | 再任 |

### 内閣総理大臣補佐官
2020年（令和2年）9月16日任命。
| 職名 | 氏名     | 所属等                       | 備考            |
| --- | -------- | ---------------------------- | --------------- |
| 内閣総理大臣補佐官 （国家安全保障に関する重要政策担当）                                                                                            | 木原稔   | 衆議院／自由民主党（竹下派） | 再任            |
| 内閣総理大臣補佐官 （経済・外交担当） | 阿達雅志 | 参議院／自由民主党（無派閥） |                 |
| 内閣総理大臣補佐官 （国土強靭化及び復興等の社会資本整備、地方創生、 健康・医療に関する成長戦略並びに科学技術イノベーション政策その他特命事項担当） | 和泉洋人 | 民間（国土交通省）           | 再任            |
| 内閣総理大臣補佐官 （政策評価、検証担当） | 柿崎明二 | 民間                         | 2020年10月1日任 |

### 副大臣
2020年（令和2年）9月18日任命。
| 職名           | 氏名         | 出身等                      | 備考                                       |
| -------------- | ------------ | --------------------------- | ------------------------------------------ |
| 復興副大臣     | 亀岡偉民     | 衆議院/自由民主党（細田派） | 横滑り                                     |
| 復興副大臣     | 横山信一     | 参議院/公明党               | 留任                                       |
| 復興副大臣     | 岩井茂樹     | 参議院/自由民主党（竹下派） | 内閣府、国土交通副大臣兼任/2021年4月30日免 |
| 復興副大臣     | 渡辺猛之     | 参議院/自由民主党（竹下派） | 内閣府、国土交通副大臣兼任/2021年4月30日任 |
| 内閣府副大臣   | 赤澤亮正     | 衆議院/自由民主党（石破派） |                                            |
| 内閣府副大臣   | 藤井比早之   | 衆議院/自由民主党（無派閥） | デジタル副大臣兼任（2021年9月1日以降）     |
| 内閣府副大臣   | 三ッ林裕巳   | 衆議院/自由民主党（細田派） |                                            |
| 内閣府副大臣   | 田野瀬太道   | 衆議院/自由民主党（石原派） | 文部科学副大臣兼任/2021年2月1日免          |
| 内閣府副大臣   | 丹羽秀樹     | 衆議院/自由民主党（麻生派） | 文部科学副大臣兼任/2021年2月1日任          |
| 内閣府副大臣   | 長坂康正     | 衆議院/自由民主党（麻生派） | 経済産業副大臣兼任                         |
| 内閣府副大臣   | 江島潔       | 参議院/自由民主党（細田派） | 経済産業副大臣兼任                         |
| 内閣府副大臣   | 堀内詔子     | 衆議院/自由民主党（岸田派） | 環境副大臣兼任                             |
| 内閣府副大臣   | 中山泰秀     | 衆議院/自由民主党（細田派） | 防衛副大臣兼任                             |
| 内閣府副大臣   | 岩井茂樹     | 参議院/自由民主党（竹下派） | 復興、国土交通副大臣兼任/2021年4月30日免   |
| 内閣府副大臣   | 渡辺猛之     | 参議院/自由民主党（竹下派） | 復興、国土交通副大臣兼任/2021年4月30日任   |
| 内閣府副大臣   | 山本博司     | 参議院/公明党               | 厚生労働副大臣兼任/2021年1月22日任         |
| 総務副大臣     | 熊田裕通     | 衆議院/自由民主党（無派閥） |                                            |
| 総務副大臣     | 新谷正義     | 衆議院/自由民主党（竹下派） |                                            |
| 法務副大臣     | 田所嘉徳     | 衆議院/自由民主党（石破派） |                                            |
| 外務副大臣     | 鷲尾英一郎   | 衆議院/自由民主党（二階派） |                                            |
| 外務副大臣     | 宇都隆史     | 参議院/自由民主党（竹下派） |                                            |
| 財務副大臣     | 伊藤渉       | 衆議院/公明党               |                                            |
| 財務副大臣     | 中西健治     | 参議院/自由民主党（麻生派） |                                            |
| 文部科学副大臣 | 高橋比奈子   | 衆議院/自由民主党（麻生派） |                                            |
| 文部科学副大臣 | 田野瀬太道   | 衆議院/自由民主党（石原派） | 内閣府副大臣兼任/2021年2月1日免            |
| 文部科学副大臣 | 丹羽秀樹     | 衆議院/自由民主党（麻生派） | 内閣府副大臣兼任/2021年2月1日任            |
| 厚生労働副大臣 | 三原じゅん子 | 参議院/自由民主党（無派閥） |                                            |
| 厚生労働副大臣 | 山本博司     | 参議院/公明党               | 内閣府副大臣兼任（2021年1月22日以降）      |
| 農林水産副大臣 | 葉梨康弘     | 衆議院/自由民主党（岸田派） |                                            |
| 農林水産副大臣 | 宮内秀樹     | 衆議院/自由民主党（二階派） |                                            |
| 経済産業副大臣 | 長坂康正     | 衆議院/自由民主党（麻生派） | 内閣府副大臣兼任                           |
| 経済産業副大臣 | 江島潔       | 参議院/自由民主党（細田派） | 内閣府副大臣兼任                           |
| 国土交通副大臣 | 大西英男     | 衆議院/自由民主党（細田派） |                                            |
| 国土交通副大臣 | 岩井茂樹     | 参議院/自由民主党（竹下派） | 復興、内閣府副大臣兼任/2021年4月30日免     |
| 国土交通副大臣 | 渡辺猛之     | 参議院/自由民主党（竹下派） | 復興、内閣府副大臣兼任/2021年4月30日任     |
| 環境副大臣     | 笹川博義     | 衆議院/自由民主党（竹下派） |                                            |
| 環境副大臣     | 堀内詔子     | 衆議院/自由民主党（岸田派） | 内閣府副大臣兼任                           |
| 防衛副大臣     | 中山泰秀     | 衆議院/自由民主党（細田派） | 内閣府副大臣兼任                           |
| デジタル副大臣 | 藤井比早之   | 衆議院/自由民主党（無派閥） | 内閣府副大臣兼任/2021年9月1日任            |

### 大臣政務官
2020年（令和2年）9月18日任命。
| 職名               | 氏名       | 出身等                      | 備考                                     |
| ------------------ | ---------- | --------------------------- | ---------------------------------------- |
| 復興大臣政務官     | 吉川赳     | 衆議院/自由民主党（岸田派） | 内閣府大臣政務官兼任                     |
| 復興大臣政務官     | 三谷英弘   | 衆議院/自由民主党（無派閥） | 内閣府、文部科学大臣政務官兼任           |
| 復興大臣政務官     | 佐藤啓     | 参議院/自由民主党（細田派） | 内閣府、経済産業大臣政務官兼任           |
| 内閣府大臣政務官   | 岡下昌平   | 衆議院/自由民主党（二階派） | デジタル大臣政務官兼任(2021年9月1日以降) |
| 内閣府大臣政務官   | 和田義明   | 衆議院/自由民主党（細田派） |                                          |
| 内閣府大臣政務官   | 宗清皇一   | 衆議院/自由民主党（細田派） | 経済産業大臣政務官兼任                   |
| 内閣府大臣政務官   | 鳩山二郎   | 衆議院/自由民主党（二階派） | 国土交通大臣政務官兼任                   |
| 内閣府大臣政務官   | 神谷昇     | 衆議院/自由民主党（二階派） | 環境大臣政務官兼任                       |
| 内閣府大臣政務官   | 松川るい   | 参議院/自由民主党（細田派） | 防衛大臣政務官兼任                       |
| 内閣府大臣政務官   | 吉川赳     | 衆議院/自由民主党（岸田派） | 復興大臣政務官兼任                       |
| 内閣府大臣政務官   | 三谷英弘   | 衆議院/自由民主党（無派閥） | 復興、文部科学大臣政務官兼任             |
| 内閣府大臣政務官   | 佐藤啓     | 参議院/自由民主党（細田派） | 復興、経済産業大臣政務官兼任             |
| 総務大臣政務官     | 谷川とむ   | 衆議院/自由民主党（細田派） |                                          |
| 総務大臣政務官     | 古川康     | 衆議院/自由民主党（竹下派） |                                          |
| 総務大臣政務官     | 宮路拓馬   | 衆議院/自由民主党（石原派） |                                          |
| 法務大臣政務官     | 小野田紀美 | 参議院/自由民主党（竹下派） |                                          |
| 外務大臣政務官     | 國場幸之助 | 衆議院/自由民主党（岸田派） |                                          |
| 外務大臣政務官     | 鈴木隼人   | 衆議院/自由民主党（岸田派） |                                          |
| 外務大臣政務官     | 中西哲     | 参議院/自由民主党（石破派） |                                          |
| 財務大臣政務官     | 船橋利実   | 衆議院/自由民主党（麻生派） |                                          |
| 財務大臣政務官     | 元榮太一郎 | 参議院/自由民主党（竹下派） |                                          |
| 文部科学大臣政務官 | 鰐淵洋子   | 衆議院/公明党               |                                          |
| 文部科学大臣政務官 | 三谷英弘   | 衆議院/自由民主党（無派閥） | 復興、内閣府大臣政務官兼任               |
| 厚生労働大臣政務官 | 大隈和英   | 衆議院/自由民主党（麻生派） |                                          |
| 厚生労働大臣政務官 | 小鑓隆史   | 参議院/自由民主党（岸田派） |                                          |
| 農林水産大臣政務官 | 池田道孝   | 衆議院/自由民主党（竹下派） |                                          |
| 農林水産大臣政務官 | 熊野正士   | 参議院/公明党               |                                          |
| 経済産業大臣政務官 | 宗清皇一   | 衆議院/自由民主党（細田派） | 内閣府大臣政務官兼任                     |
| 経済産業大臣政務官 | 佐藤啓     | 参議院/自由民主党（細田派） | 復興、内閣府大臣政務官兼任               |
| 国土交通大臣政務官 | 小林茂樹   | 衆議院/自由民主党（二階派） |                                          |
| 国土交通大臣政務官 | 朝日健太郎 | 参議院/自由民主党（無派閥） |                                          |
| 国土交通大臣政務官 | 鳩山二郎   | 衆議院/自由民主党（二階派） | 内閣府大臣政務官兼任                     |
| 環境大臣政務官     | 宮崎勝     | 参議院/公明党               |                                          |
| 環境大臣政務官     | 神谷昇     | 衆議院/自由民主党（二階派） | 内閣府大臣政務官兼任                     |
| 防衛大臣政務官     | 大西宏幸   | 衆議院/自由民主党（岸田派） |                                          |
| 防衛大臣政務官     | 松川るい   | 参議院/自由民主党（細田派） | 内閣府大臣政務官兼任                     |
| デジタル大臣政務官 | 岡下昌平   | 衆議院/自由民主党（二階派） | 内閣府大臣政務官兼任／2021年9月1日任     |

## 勢力早見表
※ 内閣発足当初（前内閣の事務引継は除く）。
※ 内閣官房副長官（政務）は副大臣に含む。
※ 太字はいわゆる自民党五役。
※ 有隣会の所属議員は、他派閥と掛け持ちしている議員を含め衆参30名。
※ 慣例により形式的に派閥から離脱中の総理大臣、衆参議長、党幹部は派閥所属議員に含む。
| 名称   | 勢力 | 国務大臣 | 副大臣 | 政務官 | 補佐官 | その他                           |
| ------ | ---- | -------- | ------ | ------ | ------ | -------------------------------- |
| 細田派 | 98   | 5        | 5      | 6      | 0      | 政務調査会長、参議院幹事長       |
| 麻生派 | 56   | 3        | 3      | 2      | 0      | 衆議院議長、参議院議長、総務会長 |
| 竹下派 | 54   | 2        | 4      | 4      | 1      | 選挙対策委員長、 参議院議員会長  |
| 公明党 | 57   | 1        | 3      | 3      | 0      |                                  |
| 無派閥 | 54   | 4        | 3      | 2      | 1      | 自由民主党総裁、幹事長代行       |
| 岸田派 | 46   | 2        | 2      | 4      | 0      |                                  |
| 二階派 | 46   | 2        | 2      | 4      | 0      | 幹事長                           |
| 石破派 | 19   | 1        | 2      | 1      | 0      |                                  |
| 有隣会 | 18   | 0        | 1      | 0      | 0      |                                  |
| 石原派 | 11   | 1        | 1      | 1      | 0      | 国会対策委員長                   |
| 民間   | /    | 0        | 0      | 0      | 2      |                                  |
| -      | /    | 20       | 25     | 27     | 4      | /                                |

## 首班指名選挙
| 内閣総理大臣指名選挙：衆議院 |            |              |           |
| 氏名                         | 氏名       | 所属政党     | 得票数    |
|                              | 菅義偉     | 自由民主党   | 314 / 462 |
|                              | 枝野幸男   | 立憲民主党   | 134 / 462 |
|                              | 片山虎之助 | 日本維新の会 | 11 / 462  |
|                              | 中山成彬   | 希望の党     | 2 / 462   |
|                              | 小泉進次郎 | 自由民主党   | 1 / 462   |

| 内閣総理大臣指名選挙：参議院 |            |              |           |
| 氏名                         | 氏名       | 所属政党     | 得票数    |
|                              | 菅義偉     | 自由民主党   | 142 / 240 |
|                              | 枝野幸男   | 立憲民主党   | 78 / 240  |
|                              | 片山虎之助 | 日本維新の会 | 16 / 240  |
|                              | 伊藤孝恵   | 国民民主党   | 1 / 240   |
|                              | 白票       |              | 11 / 240  |

## 内閣の動き

### 組閣
菅はこの内閣を「国民のために働く内閣」と名付けた。
携帯電話料金の引下げなどを政策に示し第203回国会冒頭の所信表明演説では自身が目指す社会像として「自助、共助、公助、そして絆」を掲げ、「自分でできることは、まず、自分でやってみる。そして、家族、地域で互いに助け合う。その上で、政府がセーフティネットでお守りする。そうした国民から信頼される政府を目指す」と述べた。
また経済政策ではアベノミクスの継承など、基本的には安倍前政権の方針を引き継いでいくことを示した。

### 新型コロナウイルス感染症（COVID-19）対策
2021年1月7日、新型コロナウイルス感染症（COVID-19）の拡大をうけて東京都知事の小池百合子、埼玉県知事の大野元裕、千葉県知事の森田健作、神奈川県知事の黒岩祐治の要請に応じ東京都、神奈川県、埼玉県、千葉県の1都3県を対象に翌1月8日から2月7日までの期間で（安倍前政権以来）緊急事態宣言を再発令することを発表した。
2021年1月18日、菅は規制改革担当大臣の河野太郎にワクチン接種推進担当大臣を兼務するよう指示した。ワクチンの承認審査や交渉を担当する田村厚労相、感染状況や特措法改正の対応などコロナ対策を担当する西村経済再生相、接種の実施主体となる地方自治体を所管する武田総務相、保管用冷凍庫の確保は梶山経産相、輸送は赤羽国交相、医療廃棄物の処理は小泉環境相といったように、総務省や厚労省のほかにも複数の省庁にまたがるため、縦割り行政の弊害を取り払うことで、全体を統括して調整し動かす大臣が必要であるとの理由から、菅は規制改革・行政改革担当である河野を起用した。以後、規制改革・行政改革担当である河野がワクチンの運搬や廃棄物の処理なども含めワクチン接種全般に関する総合調整を担当する。河野は任命の翌日に行った記者会見で自らを補佐する副大臣として厚生労働副大臣山本博司と内閣府副大臣藤井比早之を充てる方針を発表した。
2021年1月19日、2月中旬にワクチンを承認した後に2月下旬より医療従事者から接種を始め以降65歳以上の高齢者、高齢者施設などで働く人、持病のある人を優先的に接種した後、5月より一般への接種を始め7月までに16歳以上の全国民を対象に接種を進めるスケジュールが発表された。
2021年1月23日、モデルナ、アストラゼネカ、ファイザーの3社と供給を受ける契約を結び4月23日に菅は記者会見で「7月末を念頭に各自治体が（高齢者への）2回の接種を終えることができるよう政府を挙げて取り組む」と述べた。
2021年4月27日、菅は東京都と大阪府に自衛隊が運営する1日1万人規模の接種が可能な大規模会場を設置するよう指示した。期間は5月24日から3カ月の方針。場所は東京都は大手町合同庁舎、大阪府は大阪府立国際会議場（大阪市中之島）に決まり、東京・大阪とも5月24日から開設された。
2021年6月1日、政府は接種の加速化を図る目的で企業や大学などでの職域接種を6月21日から始めると発表し、東京・大阪の自衛隊による大規模会場と同じモデルナ製ワクチンを使用していたが、職域接種の申請が想定を上回るペースで行われたことで、使用されるモデルナ製ワクチンの供給が不足するに至った。職域接種に用いられるモデルナ製ワクチンの1日の配送可能量が上限に達しており、ワクチンが不足する可能性が出てきたため、6月30日に菅はワクチン接種などの進捗に関する関係閣僚会議で職域接種申請の新規申し込みを事実上中止することを表明した。
6月9日に行われた党首討論で、菅はワクチン接種について「10月から11月にかけて必要な国民には全て打ち終えることを実現したい」と表明した。また当初は1日100万回接種を行う体制を目標としていたが、実際は目標を大きく上回り、6月には1日110万回、7月には1日最大150万回の接種を行った。
8月2日、菅はこれまで原則入院としてきた新型コロナウイルス感染症（COVID-19）患者の療養方針について中等症患者を自宅療養とすることを決めたが、政府の療養方針転換に際し、専門家や世論のほか、与野党からの反発が相次いだことを受けて、8月4日に「（対象は）首都圏などの爆発的感染拡大が生じている地域で、全国一律ではない。中等症でも重症化リスクのある方は入院していただく。自宅患者もこまめに連絡を取れる態勢を作り、悪化したらすぐに入院ができる」と理解を求めたうえで、「今回の措置は必要な医療を受けられるようにするためで、理解してもらいたい」と撤回しない方針を表明した。9月15日に、菅は入院患者などに使用が限定されている抗体カクテル療法について、自宅療養患者にも使用可能とするよう厚生労働大臣田村憲久に指示した。
9月3日、新型コロナウイルス感染症対策分科会は、11月ごろにワクチンが希望者に行き渡った段階で、接種証明書などの活用を条件とした上で、県境を越える出張や旅行、全国から人が集まる大規模イベント、冠婚葬祭や入学式・卒業式後の宴会などを可能とする「ワクチン・検査パッケージ」を提言した。社会経済活動の再開を目指す首相官邸の強い意向を踏まえて、提言案が取りまとめられた。
9月9日、政府は3日に行われた分科会による「ワクチン・検査パッケージ」の提言を受けて、ワクチン接種が進展する11月ごろをめどに、新型コロナウイルス感染症（COVID-19）対策として現在実施している個人の行動や社会経済活動の制限を段階的に緩和する基本方針を決定した。これにより、ワクチン接種などを条件に飲食店での酒類提供や都道府県境を越える移動、大規模イベントの開催などが可能となる。
9月13日には、2回目接種を終えた人が全人口の50%を超えた。

### 規制改革
菅は2020年9月16日に首相官邸で行われた総理大臣記者会見において、「7年8か月、内閣官房長官を務める中で、なかなか進まない政策課題は、だいたい役所の縦割りや前例主義が壁になってできなかった」としており、縦割り行政と既得権益、悪しき前例を打破して、規制改革を進めていく考えを示した。
翌17日には、行政改革担当大臣の河野太郎が自らのウェブサイトに「行政改革目安箱」の欄を設け、縦割り行政によって生じた弊害などを誰でも投稿できるページ（いわゆる「縦割り110番」）を開設した。目安箱には開設から9時間で約3,000件の投稿があったとされ、当初の見込みをはるかに超える意見が寄せられたことから、18日未明に新たな投稿の受付を停止した。これを受けて河野は、今後は内閣府のウェブページに開設されている「規制改革ホットライン」で情報提供を受け付けるとしている。

### 官僚人事
組閣前の2020年9月13日、「第2次安倍内閣で設立された内閣人事局の存在が、官僚の忖度を生んでいるのではないか」という指摘に対し、菅は、内閣人事局の制度を改めるつもりはなく、「私ども政治家は選挙で選ばれている。何かをやるという方針を決定したのに、反対するようであれば異動してもらう」と発言した。

### 「デジタル庁」設立
菅は、行政のDX（デジタル変革）を推進するための新しい行政機関として、「デジタル庁（英：Japan Digital Agency）」を設立する構想を掲げた。菅は首相就任前の自民党総裁選で、デジタル庁設置を自身の目玉政策として掲げていた。2020年9月16日の首相就任後の記者会見では、「複数の省庁に分かれる関連政策を取りまとめて強力に進める体制として、デジタル庁を新設する」と明言した。
そのため行政のDXを推進する担当大臣として「デジタル改革担当大臣」のポストを新設し、IT政策に精通した衆議院議員の平井卓也を充てた。「デジタル改革関係閣僚会議」も新設し、菅はこの場でデジタル庁創設に向けた基本方針をまとめるよう指示した。2021年1月召集の通常国会で関連法案を提出する意向だ。併せて、2001年に施行されたIT基本法（高度情報通信ネットワーク社会形成基本法）の抜本的改正も目指すとしている。実務を主導する平井は2020年9月30日に、デジタル庁設置に向けた「デジタル改革関連法案準備室」を内閣官房内に置き、自ら室長に就任した。約50人のスタッフは経済産業省や総務省などから集めた。
デジタル庁構想より前から、行政のDXに関する動きがあった。2019年5月、国の行政手続きを原則電子化すると定めた「デジタルファースト法」が成立している。同法に基づき、同年12月に「デジタル・ガバメント実行計画」を閣議決定し、2024年度中に国の行政手続きの9割を電子化するための工程表を示した。
デジタルファースト法の付則ではIT調達予算を内閣官房に一元化することを検討事項としている。さらにデジタル・ガバメント実行計画では、内閣情報通信政策監（政府CIO）が全省庁のプロジェクトを一元的に管理すると規定している。予算権限をデジタル庁が握れば、システムの標準化などを通じて全体最適やコスト削減を実現できる可能性が広がる。必要な人材を各省庁や民間から登用できる人事権を持つことで、DXプロジェクトを強力に推進するための体制も構築しやすい。
菅政権が2021年9月の発足を目指すデジタル庁の業務概要が明らかになった。情報システム関係の予算を一括計上し、システムの統合を進め、運用経費などを令和7年（2025年）までに3割削減するとしている。作業部会がまとめたデジタル庁の業務概要によると、デジタル社会の形成に関する司令塔として、勧告権など強力な総合調整機能を持つ組織とし、国や地方自治体などの情報システムを統括するとしている。そして、国の情報システムに関係する予算をデジタル庁に一括計上し、各府省に配分する仕組みを段階的に整えるとともに、システムの統合を図ることで、運用経費などを令和7年（2025年）までに3割削減するとしている。
また、マイナンバー制度全般について、企画、立案を一元的に担う体制を構築するほか、サイバーセキュリティの専門チームを設置し、国の行政機関などに対するセキュリティ監査を行うことなども盛り込んだ。政府は、こうした内容を、年内に策定するデジタル庁の新設に向けた基本方針に盛り込む方針を示した。
2021年9月1日、デジタル庁が発足した。デジタル大臣には平井卓也を横滑りで任命し、事務方トップのデジタル監には一橋大学名誉教授の石倉洋子を充てた。

### 日本学術会議会員の任命問題
2020年9月、日本学術会議が推薦した新会員候補者105人のうち、6人が任命から除外された。首相が任命を拒否した形になるが、推薦した候補者が任命されなかったケースは異例である。
「菅総理に日本学術会議会員の任命拒否をされた6人は（安倍前政権下の）安全保障関連法や特定秘密保護法などで政府の方針に異論を示してきた人物であり、政府の意に沿わない人物は排除しようとする意図ではないか」と指摘されている。
この問題について、菅内閣は非承認理由を明らかにしておらず、日本学術会議は10月2日、菅内閣に対し、承認拒否の理由の開示と承認拒否撤回の要望を提出した。
2020年11月2日、国会衆議院予算委員会において菅は日本学術会議の会員選考について「閉鎖的で既得権益のようになっている」と批判し改革の必要性を強調した。

### 菅首相の次期自由民主党総裁選挙への立候補断念
任期満了を迎える2021年自由民主党総裁選挙に向けて、菅は2021年7月17日にテレビ番組で「総裁として（次期総裁選に）出馬するのは、時期が来れば当然のことだろう」と述べ、再選を目指し総裁選へ立候補する意向を示した。
2021年8月26日には前回の総裁選で菅に敗れた岸田文雄が総裁選出馬を表明し、岸田はこの中で党役員任期を「1期1年・連続3期」までとする党改革案を打ち出した。これに対し菅は30日には9月中に幹事長の二階俊博を含む党役員人事の更新を行う方針を固め、31日には9月中旬に衆議院を解散し、総裁選を先送りする案も選択肢との考えを二階に伝えた。
しかし、これらの方針は党内から強い反発を招き、2021年9月1日には衆議院解散による総裁選の先送りをしない方針を表明。党役員人事についても菅は9月2日に安倍晋三前首相、麻生太郎副総理兼財務相らに協力を打診したが拒否されたことにより、党運営に行き詰った菅は9月3日に次期総裁選には立候補しない意向を表明。
9月30日、任期満了を迎え、菅は自由民主党総裁を退任した。

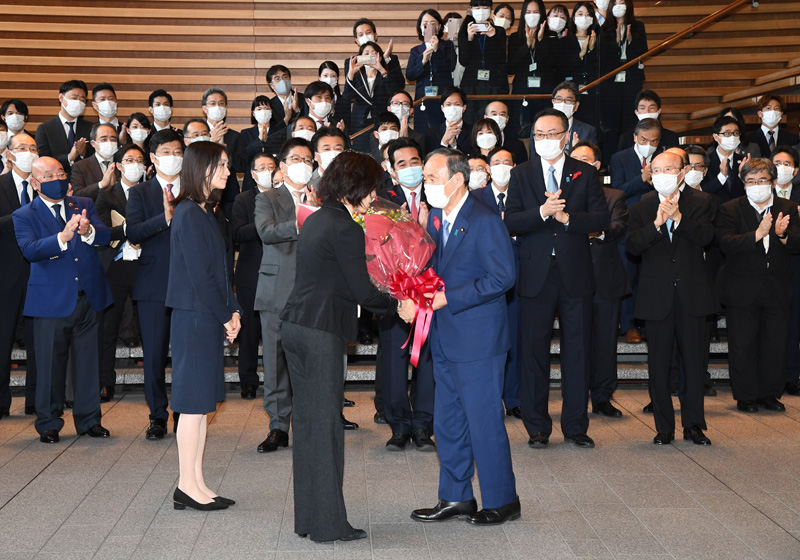
内閣総辞職に際して花束を贈呈される内閣総理大臣の菅

10月4日午前、菅は臨時閣議に於いて、閣僚らの辞表を取りまとめて総辞職した。在任期間は384日。菅の任期満了に伴って施行された2021年自由民主党総裁選挙に於いて岸田文雄が第27代総裁に選出されたことを受け、後継政権として第100代内閣総理大臣に岸田が就任し第1次岸田内閣が成立した。
菅の総理在任時の国政選挙は補欠選挙程度で、全国規模の選挙は在任時は行なわれなかった。